# Dave Bickler
Dave Bickler (Chicago, 31 marzo 1953) è un cantautore e musicista statunitense.
noto per essere uno dei membri fondatori della rock band Survivor, di cui ha fatto parte dal 1977 al 1983, dal 1993 al 2000 ed è attualmente di nuovo in formazione dal 2013. È considerato anche come uno dei pilastri del genere AOR. Dal 2000 al 2009 ha prestato anche la sua voce a degli spot commerciali su una tv locale chiamata Bud Light TV, ha inoltre prestato la voce anche per spot radiofonici. Attualmente il cantante vive con la famiglia a New York e lavora a progetti solisti.

## I primi anni
Nel 1971, diplomatosi alla Benet Academy nell'Illinois, Dave decise di cominciare la sua carriera di cantante, in un gruppo locale chiamato Jamestown Massacre, una rock band che aveva ottenuto un contratto discografico con la Warner Bros., in cui militavano Tom Fezzey, Larry Baran e Jeff Quinn, e con cui il giovane Bickler registrò l'album di debutto. Dall'album venne estratta la canzone più famosa della band Summer Sun, che entrò nella Billboard Hot 100 posizionandosi diciottesima in Giappone e al primo posto alle Hawaii, ebbe molti passaggi in radio, divenne un brano molto famoso nell'estate del 1972. La band si sciolse poi nel 1974. A metà anni 70 Dave incontrò Jim Peterik.

## I Survivor
Nel 1977 Jim Peterik contattò Dave per invitarlo a far parte del suo gruppo, Dave accettò e si ritrovò a suonare con lui, col chitarrista Frankie Sullivan, col bassista Dennis Johnson e il batterista Gary Smith. Dave incise con la band i primi quattro album del gruppo, ma fu con il terzo album Eye of the Tiger che divenne molto famoso per la potenza di voce e per il timbro vocale molto particolare. L'omonima hit ricevette una nomination all'Oscar per la Miglior canzone.Inoltre vinse un Grammy Award alla miglior performance rock di un duo o un gruppo. Alla fine del 1983, dopo aver inciso il quarto album Caught in the Game, fu costretto a lasciare la band per problemi vocali, il cantante infatti aveva sviluppato i polipi alle corde vocali, che gli furono tolti con un'operazione chirurgica. Per recuperare completamente la sua situazione vocale ci sarebbe voluto un anno. Lasciati i Survivor Dave continuò a registrare con gruppi locali di Chicago, e continuò a fare spot radiofonici. Dave si riunì alla band nel 1993, nel progetto del greatest hits più due nuove canzoni, le canzoni in questione sono You Know Who You Are e Hungry Years, scritte da Bickler e Peterik. Dopo ciò la band partì per alcuni tour mondiali, e fu in tour per tutti gli anni 90. Dave e i Survivor incisero anche molte nuove canzoni durante gli anni 90, che sono oggi ascoltabili nel bootleg chiamato Fire Makes Steel. Nel tardo 2000 Dave fu però licenziato e al suo posto nei Survivor fu richiamato Jimi Jamison che lo aveva già rimpiazzato dopo il suo abbandono nel 1983. Nel 2001 cominciò le registrazioni di un suo album solista rimasto però ancora tutt'oggi irrealizzato. Per il tour dei Survivor del 2013, Dave è tornato con la band per svolgere il ruolo di voce solista insieme a Jimi Jamison.

## Real Men of Genius, Bud Light TV e gli spot radiofonici
Dal 2000 Dave presta la propria voce per spot televisivi con due compagnie pubblicitarie la Real American Heroes e la Real Men Of Genius. Oltre 100 di questi spot sono stati registrati e trasmessi dalle stazioni radio, e per eventi sportivi per oltre dieci anni. Una manciata di CD dalle pubblicità Bud Light sono stati pubblicati nel 2009, vendendo oltre 100 000 copie nelle prime tre settimane di distribuzione.

## Discografia

### Con i Survivors
- 1979 - Survivor
- 1981 - Premonition
- 1982 - Eye of the Tiger
- 1983 - Caught in the Game
- 1989 - Greatest Hits
- 1993 - Greatest Hits 2
- 1996 - Fire Makes Steel (bootleg)
- 2000 - Survivor Special Selection
- 2001 - Fire In Your Eyes
- 2004 - Extended Versions: The Encore Collection (live)
- 2009 - Playlist: The Very Best Of Survivor
- Le ultime nove sono raccolte

### Solista
- Darklight, 2019